# Dragon Attack
〈Dragon Attack〉은 영국의 록 밴드 퀸의 노래로, 이 밴드의 리드 기타리스트인 브라이언 메이가 작곡했다. 이 곡은 퀸의 여덟 번째 스튜디오 음반인 《The Game》의 두 번째 곡이며 〈Another One Bites the Dust〉의 영국 출시작인 B-사이드에 또한 등장했다.
베이시스트 존 디콘은 이 노래가 그가 가장 좋아하는 퀸 노래라고 주장했다.